# Tetrastichus luteorubidus
Tetrastichus luteorubidus är en stekelart som beskrevs av Yoshimoto och Ishii 1965. Tetrastichus luteorubidus ingår i släktet Tetrastichus och familjen finglanssteklar. Inga underarter finns listade i Catalogue of Life.